# Tony Jarrett
Tony Jarrett (* 13. August 1968 in Enfield, England) ist ein ehemaliger britischer Leichtathlet.
Jarrett gehörte ab Ende der 1980er Jahre bis Ende der 1990er Jahre zu den weltbesten 110-m-Hürden-Sprinter. Er stand jedoch in seiner gesamten Laufbahn im Schatten seines Landsmannes Colin Jackson und konnte gegen ihn nie bei Olympischen Spielen oder Weltmeisterschaften gewinnen. Dennoch sammelte er bei diesen Events zahlreiche Medaillen.
Bei den Olympischen Spielen 2000 in Sydney und den Leichtathletik-Weltmeisterschaften 2001 in Edmonton versuchte er zum Ende seiner Karriere letztmals einen großen Titel zu gewinnen. Scheiterte jedoch beide Male aufgrund von Fehlstarts, die zu seiner Disqualifikation führten.

## Größte Erfolge
- 1987 – Junioren-Weltmeister
- 1990 – Silbermedaille bei den Commonwealth-Spielen
- 1990 – Silbermedaille bei den Leichtathletik-Europameisterschaften 1990
- 1991 – Bronzemedaille bei den Leichtathletik-Weltmeisterschaften 1991
- 1993 – Silbermedaille bei den Leichtathletik-Weltmeisterschaften 1993
- 1994 – Bronzemedaille bei den Leichtathletik-Europameisterschaften 1994
- 1995 – Silbermedaille bei den Leichtathletik-Weltmeisterschaften 1995
- 1998 – Goldmedaille bei den Commonwealth-Spielen